# Johannes Haller
Johannes Haller, född 16 oktober 1865 i Käina på Dagö, död 24 december 1947, var en tysk historiker.
Haller blev professor i Marburg 1902, i Giessen 1904 och i Tübingen 1913. Ursprungligen medeltidishistoriker, övergick Haller 1914 till att främst behandla moderna historiens politisk-historiska frågor. Bland hans arbeten märks Papsttum und Kirchenreform (1903), Quellen zur Geschichte der Entstehung des Kirchenstaates (1907), Der Sturz Heinrich des Löwen (1911), Die Marburger Annalen (1912), Der Ursprung des Weltkrieges (1914), Deutschland und Russland (1915), Bissmarcks Friedensschlüsse (1915), Die Ära Bülow (1921), Die Epochen der deutschen Geschichte (1923, 4:e upplagan 1925), samt Aus dem Leben des Fürsten Philipp zu Eulenburg-Hertefeld (1924).